# Stanisław Żółtek

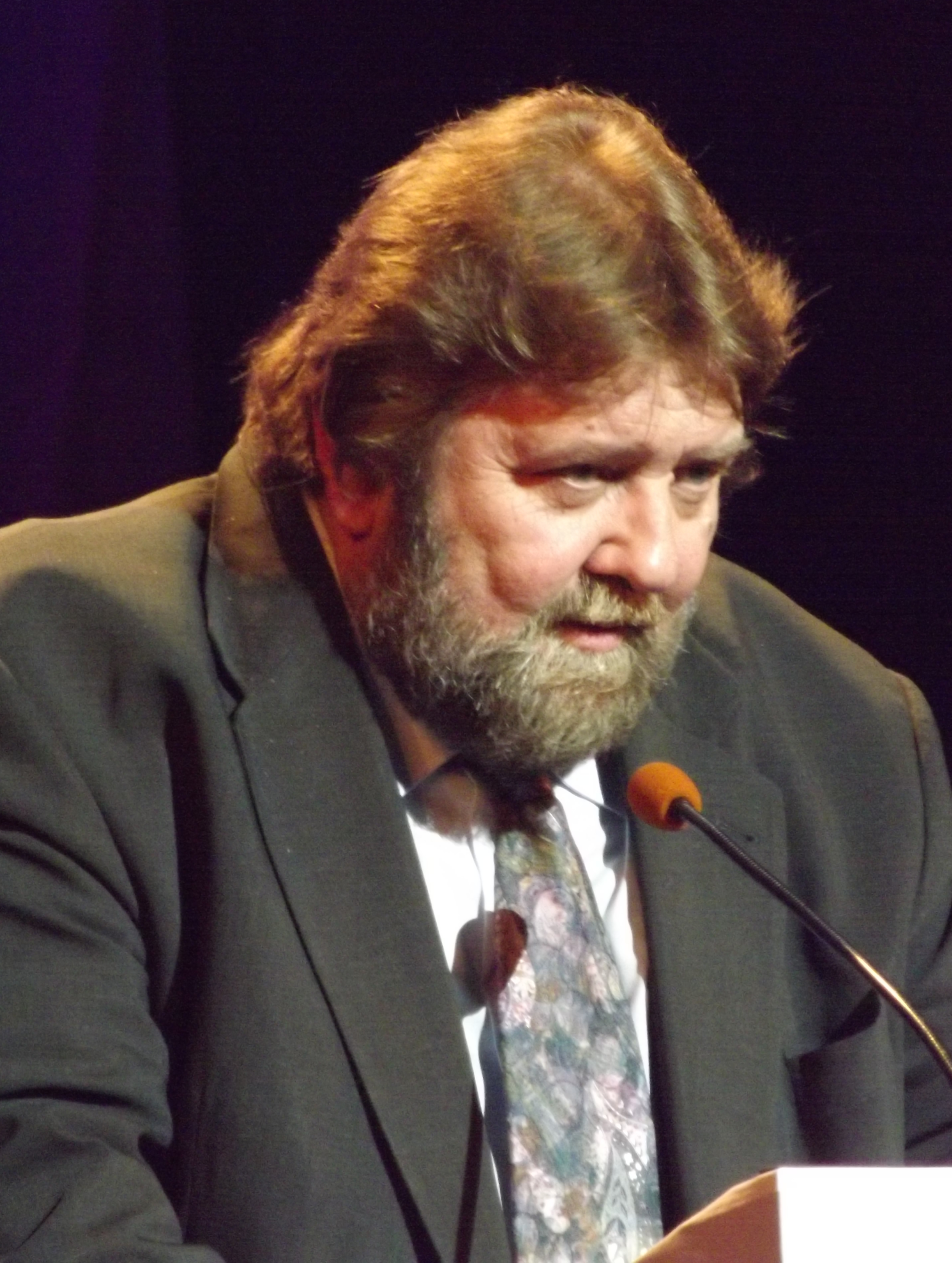
Stanisław Żółtek, 2014

Stanisław Józef Żółtek (* 7. Mai 1956 in Krakau) ist ein polnischer Politiker der Partei Kongress der Neuen Rechten.

## Leben
Stanisław Żółtek studierte Mathematik an der Jagiellonen-Universität. Żółtek war von 2014 bis 2019 Abgeordneter im Europäischen Parlament. Dort war er Mitglied im Haushaltsausschuss und in der Delegation für die Beziehungen zu den Vereinigten Staaten.